# Coryne vanbenedeni
Coryne vanbenedeni är en nässeldjursart som först beskrevs av Walter Douglas Hincks 1869.  Coryne vanbenedeni ingår i släktet Coryne och familjen Corynidae. Inga underarter finns listade i Catalogue of Life.